# Diapriidae

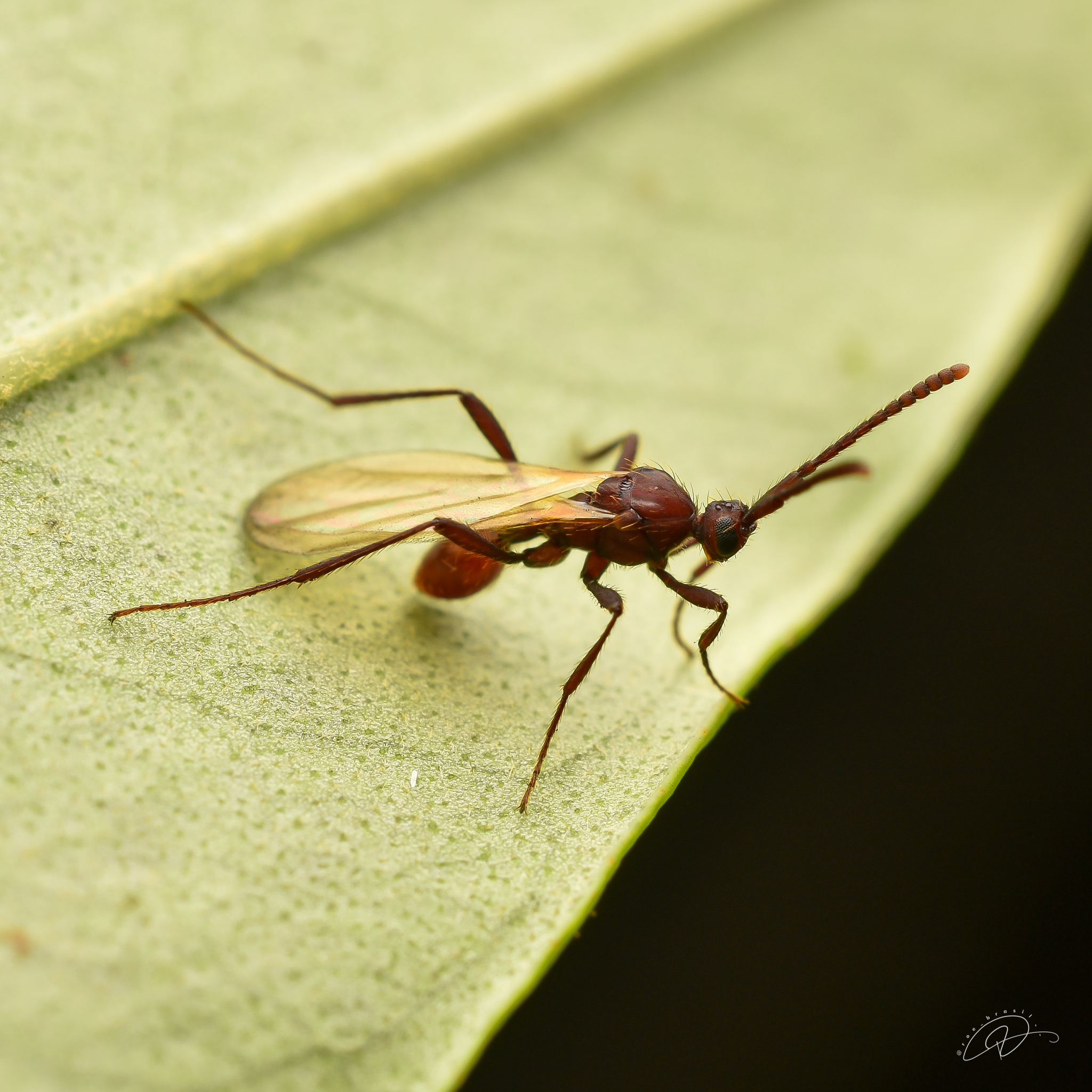
Mimopria z podrodziny Diapriinae

Diapriidae – rodzina błonkówek z infrarzędu owadziarek i nadrodziny Diaprioidea. Kosmopolityczna. Obejmuje ponad 2300 opisanych gatunków.

## Morfologia
Błonkówki o ciele długości od 1 do 8 mm, w większości przypadków osiągające jednak między 2 a 4 mm. Oskórek mają gładki i błyszczący. Osadzone zwykle na wydatnym, poprzecznym występie czoła, wysoko ponad nadustkiem czułki są mniej lub bardziej kolankowato zagięte i mają mniej lub bardziej silnie wydłużone trzonki. Liczba członów biczyka waha się od dziesięciu do trzynastu. Na skrzydle przednim brak jest pterostygmy, natomiast niekiedy występuje lekkie zgrubienie żyłki marginalnej. Spotykane są wśród nich formy o silnie lub całkowicie zredukowanym użyłkowaniu, jak i skróconych lub zupełnie zanikłych skrzydłach. Metasoma ma dobrze wykształcony stylik i powiększony trzeci tergit. U samicy pokładełko jest niemal w całości schowane wewnątrz gastra.

## Ekologia i występowanie
Owady te występują w rozmaitych siedliskach, najczęściej jednak na stanowiskach wilgotnych i zacienionych, w tym w lasach, na mokradłach i pobrzeżach wód słodkich i słonych oraz w ściółce, glebie, gniazdach ptaków i norach ssaków. Większość gatunków to wewnętrzne parazytoidy larw i poczwarek muchówek, ale zdarzają się wśród nich też parazytoidy innych owadów, np. chrząszczy z nadrodziny kusaków czy błonkówek z rodziny mrówkowatych.
Rodzina kosmopolityczna, znana nawet z wysp subantarktycznych. 

## Taksonomia i ewolucja
Takson ten wprowadzony został w 1833 roku przez Alexandra H. Halidaya. Obejmuje ponad 2300 opisanych gatunków, jednak ich faktyczną liczbę szacuje się na co najmniej 4500, a większość gatunków pozaeuropejskich nie została jeszcze opisana. Klasyfikuje się je w trzech podrodzinach:
- Ambositrinae Masner, 1961
- Belytinae Forster, 1856
- Diapriinae Haliday, 1833

Jeszcze w pierwszej dekadzie XX wieku w poczet Diapriidae zaliczano także podrodzinę Ismarinae, jednak w 2011 roku na podstawie wyników analiz filogenetycznych wyniesiona została ona do rangi osobnej rodziny Ismaridae przez Michaela J. Sharkeya i innych, a od 2016 roku jest taksonem monotypowym. Monofiletyzm Diapriidae po wyłączeniu rodzaju Ismarus wsparty jest m.in. przez sześć cech morfologicznych.
Diapriidae tradycyjnie klasyfikowane były w szeroko rozumianej nadrodzinie tybelaków  (Proctotrupoidea). W 2007 roku Michael J. Sharkey zawęził definicję tybelaków, wydzielając Maamingidae, Diapriidae i Monomachidae do osobnej nadrodziny Diaprioidea. Według pracy Michaela S. Engela i innych z 2013 roku Diapriidae zajmują pozycję siostrzaną dla kladu tworzonego przez Maamingidae i wymarłe Spathiopterygidae. Te trzy rodziny charakteryzują się przesunięciem czułków wysoko ponad nadustek i zanikiem pterostygmy. W publikacji tej nie uwzględniono Ismaridae jako odrębnej rodziny.
Zapis kopalny rodziny sięga albu. Z kredy znane są m.in. skamieniałości rodzajów Coramia, Gaugainia i Protobelyta.